# Star Fox 2
Star Fox 2 (スターフォックス2 Sutā Fokkusu Tsū?) es un videojuego no lanzado para la Super Nintendo Entertainment System original pero lanzado en exclusiva para SNES Classic Mini el 29 de septiembre de 2017. Era el segundo de la saga Star Fox y secuela directa de Star Fox. Argonaut Games y Nintendo produjeron el juego, con Nintendo planeando lanzarlo. La versión japonesa fue completada pero aún no estaba lista para ser lanzada. No se sabe si en algún momento se completó una versión en inglés. 
Star Fox 2 continúa la batalla por detener a Andross, que quiere conquistar el Lylat System, con el equipo Star Fox reunido nuevamente para detenerlo. El juego presenta un modo de juego con un contador de tiempo semirreal, además de nuevas naves y 2 nuevos miembros. También presenta un modo de batalla mejor al de su predecesor ya que este cuenta con una versión mejorada del Super FX chip. Mucha gente ve a Star Fox Command como un sucesor, ya que este presenta muchas de las nuevas funciones que presentaba este juego.
El juego nunca fue lanzado ya que Nintendo no quería que un juego en 3D de la generación pasada compitiera con los de las ya lanzadas PlayStation y Sega Saturn; y por eso Nintendo prefería que los nuevos juegos fueran producidos para la Nintendo 64 ya que esta tenía mejores gráficos y querían usar esas ventajas para un nuevo juego de Star Fox.
En 2017, tras el anuncio de la Super Nintendo Classic Edition (o Super Famicom Classic en Japón) se dio la noticia que el juego sería lanzado en esta miniconsola que conmemora a Nintendo en la cuarta generación de consolas de videojuegos.

## Modo de juego
El modo de juego de Star Fox 2 es muy diferente del original Star Fox: En vez de seguir un camino ya predefinido con misiones ya definidas, el jugador puede mover un equipo de 2 naves por todo el mapa que representa el Lylat System. Cuando el jugador hace contacto con el enemigo, el juego pasa a otro modo, donde el jugador ya puede controlar totalmente a la nave y la batalla es muy parecida al del original Star Fox. Cuando el jugador destruye todos los enemigos en la pantalla de batalla, el juego regresa al mapa, donde el jugador decide a dónde quiere ir después.
El objetivo del juego es destruir todos los enemigos presentes en el mapa mientras se defiende el planeta Corneria (localizado en la parte inferior izquierda de la pantalla), previniendo que el contador de daño llegue a 100%. Para proteger Corneria el jugador tiene que enfrentar naves enemigas y misiles llamados IPBMs (por sus siglas en inglés) en el mapa, mientras que batalla con las fuentes de los ataques: naves de batalla, que liberan naves pequeñas, y las bases en los planetas que liberan misiles que son disparados hacia Corneria. Para ayudarte, el General Pepper usa una estación inmóvil la cual dispara rayos que destruyen a los enemigos, pero esta sólo dispara un rayo cada cierto tiempo — el jugador tiene también que defender esta estación de unos virus que, al infectarla, usan el cañón en contra de Corneria.
Si el jugador hace contacto con un planeta enemigo, el juego le lleva a una zona de batalla en la superficie del planeta. También tiene que abrir la puerta que permite entrar a la base, esta se puede abrir de distintas maneras dependiendo del nivel (apretando un switch, venciendo a un robot, etc.). Una vez que se entra a la base en sí, el jugador tiene que pasar por toda la base hasta llegar al centro, donde está el núcleo de la base, y destruirlo. Luego el planeta está liberado y no más misiles serán disparados desde ahí. Naves del equipo de mercenarios de Star Wolf estarán defendiendo a algunos planetas dominados, y tendrán que ser vencidos para liberar el planeta. Si te demoras mucho, esas naves vendrán directamente a tu nave aunque no estés en el planeta. Robots van a ser enviados por Andross luego de algún tiempo de juego.
El juego corre a un tiempo semi real — cuando el jugador entra en una batalla, el tiempo empieza y el enemigo también te atacará. Esto también ocurre cuando te mueves por el mapa o entras en un planeta, cuando estás quieto luego de vencer a un enemigo y regresar al mapa, nadie se mueve en ese tiempo. Ese tiempo es para que el jugador piense cómo defender Coneria mejor. En algunos casos el jugador va a tener que salir de la batalla para atacar a los enemigos que se acercan mucho a Corneria. De esta forma, Star Fox 2 tiene un parecido con los juegos de tiempo real.
Cuando el jugador ha vencido a todos los enemigos del mapa, éste será teletransportado a la base de Andross (localizada en la parte superior derecha del mapa) en un último nivel donde al final se enfrentara a Andross en persona. Una vez que Andross ha sido derrotado, el jugador ha completado el juego, su puntaje se ha grabado y sus reconocimientos aparecen en otra pantalla.
La dificultad en el juego es decisiva, ya que en cada nivel aparecen más enemigos y niveles más desafiantes. Cada nivel de dificultad contiene unas monedas con la cara del general Pepper que al final del juego aumentan tu puntuación.

## Historia y Contexto

### Personajes y Contexto
Star Fox 2 presenta 6 personajes jugables, el número más alto de toda la serie (hasta Star Fox Command). Personajes principales incluyen Fox McCloud, un zorro que lidera el equipo; Falco Lombardi, el experimentado piloto halcón del equipo, tiente algunos problemas con Fox; Peppy Hare, Maestro de Fox y el más sabio del grupo; Slippy Toad, el técnico del equipo y amigo de infancia de Fox; Fay, Poddle blanca con cabello rosado nueva en el equipo; y Miyu, una felina que también es nueva en el equipo.
La mayoría de los personajes tiene una relación muy buena o muy mala con Fox y su equipo, especialmente Andross, el enemigo del juego que ha atacado constantemente el Lylat System. Los personajes secundarios Wolf O'Donnell y su equipo Star Wolf aparecen en el juego como un equipo enemigo de Star Fox. La mayoría de estos personajes aparecen en otros juego de la saga como Star Fox 64 o Star Fox: Assault, y también en juegos de otras franquicias como Super Smash Bros..

### Historia
Después de su derrota en el original Star Fox, el enemigo del juego Andross, regresa con todo su poderío para atacar Corneria, usando sus nuevas naves de batalla y misiles que salen de bases escondidas en planetas. El General Pepper llama al equipo Star Fox y les pide ayuda. Equipados con nuevas naves, una nave madre y dos nuevas reclutas (Miyu, una felina, y Fay, un perro), El equipo Star Fox sale a detener a Andross antes que logre atacar el planeta críticamente. En el camino tendrán que enfrentar robots, naves gigante, Star Wolf y a Andross en persona.

## Producción y Cancelación
El juego fue intensamente publicitado en las revistas del momento, también apareció en la E3 en el interés de Nintendo por general publicidad para el juego. Como pasaron betas para publicitar, algunas personas tomaron imágenes del juego y las pusieron en las revistas. Estas fueron tomadas usando un emulador. Aunque parece que hace vídeos se hicieron, ninguna copia fue abierta al público. La falta de noticias del juego ya terminado se puede deber a un tema legal con NCL o NOA. En sus inicios, Fara Phoenix de Star Fox comic (llamada "Lady" en el alfa) y un mono llamado "Saru" ("mono" en japonés) estaban en el lugar de Miyu y Fay. Fay remplazó a una oveja de sexo desconocido que apareció en los inicios del juego.
En Internet, existen varias betas del juego, que fueron originalmente vistas en otros lugares. Otra beta de antes de que el juego fuera cancelado, también puede ser encontrada — la versión de prueba esta casi completa pero tiene algunos errores, el código fuente, cosas sin terminar como un Multiplayer muy básico. Estas betas pueden ser jugadas en un emulador o pueden ser insertadas en un cartucho de snes con el SFX2 insertado. Adicionalmente, una traducción puede ser hallada — esta arregla la mayoría de los errores y pone el juego al idioma inglés. Cuando se pregunta si el juego va a ser lanzado a la Wii VC o al Nintendo DS, el diseñador de Star Fox Takaya Imamura dijo "Probablemente no."
Mientras Nintendo no ha dado explicaciones de la cancelación, el programador de Star Fox 2 Dylan Cuthbert dice:
"StarFox 2 fue completado. yo era el programador en jefe, la razón de que el juego no fuera lanzado fue que se esperaba de que el Nintendo 64 se presentara mucho antes. Miyamoto-san decidió que prefería usar los 64 bits del Nintendo 64 para pasar de la Snes a la N64. En resumen lo pudimos haber lanzado e iba a pasar al menos 1 año y medio antes que la Nintendo 64 fuera lanzada." —
Los miembros de IGN indican que los altos costos de producción también influenciaron a la cancelación.
De Acuerdo con Dylan Cuthbert, varios de los elementos del juego fueron usados en Star Fox 64. Shigeru Miyamoto dice también que las ideas de all-ranger mode, Multiplayer, etc. vinieron de Star Fox 2. El estima que el 30% de Star Fox 64 vino de Star Fox 2. Adicionalmente muchas ideas del juego fueron usadas en Star Fox Command para el Nintendo DS — estas ideas fueron la de ir libre por el mapa y usar la nave de cada personaje con sus propios habilidades y fortalezas.
Tras el anuncio del Nintendo Classic Super Nintendo Mini para el 29 de septiembre de 2017 , se dio la noticia que el juego será lanzado en esta retro-consola junto a otros 20 juegos.